# 機動戦士ガンダム
『機動戦士ガンダム』（きどうせんしガンダム）は、1979年から放映された日本サンライズ制作のロボットアニメ。後に続編や外伝などが作成されシリーズ化したため、その第1作目であることを明確にして「初代ガンダム」「ファーストガンダム」と呼ばれることがある。

## 概要
『無敵超人ザンボット3』、『無敵鋼人ダイターン3』に続く日本サンライズのオリジナル作品第3作目。玩具メーカーのクローバーをメインスポンサーとして制作された。従来のロボットアニメは低年齢向けであったが、それよりも対象年齢を引き上げたロボットアニメである。
巨大人型ロボットを「モビルスーツ」という名の兵器と位置付け、戦争を舞台としている。ヒーローロボットが怪獣ロボットを必殺技で倒すことの繰り返しではないドラマ性を重視したストーリーであり、また、当時のロボットアニメに定型の人物構成とは異なる多様な人物たちによる群像劇となっている。
初回放送時の視聴率は振るわなかったが、熱心なファンの声に応えて再放送されると高視聴率を獲得（詳細は「#反響・評価」を参照）。また、初回放送終了の半年後より発売されたプラモデルがガンプラと呼ばれ人気を博した（詳細は「#プラモデル化」を参照）。
後に様々な後発作品が作られたガンダムシリーズ（IP）は、映像やゲーム、グッズ、イベント、そしてガンプラを中心とするトイホビー（玩具）など多様なビジネスが展開されている。2021年度にはバンダイナムコホールディングスにおけるグループ内での年間IP売上高が1,017億円となり、初めて年商1000億円を超えた。

## 企画の経緯
サンライズは、当時ヒットしていた『宇宙戦艦ヤマト』のヒット理由を分析し、一部の熱狂的なファンを相手にした商売であるとわかり、「ハイターゲットに絞って、30万から40万の熱狂的なファンをつかめば、それで十分に商売になる」と判断した。この『ヤマト』によって存在が分かった市場を開拓し中学生以上を取り込むことにした。また、サンライズ自体の名前が知れ渡り皆の印象に残るように、大河ドラマのような作品を作る必要があるとも考えた。直前の2作品（『無敵超人ザンボット3』『無敵鋼人ダイターン3』）で商品の実績が良かったことから、まだ具体的なイメージのない段階でスポンサーから企画を進めさせてもらう許可を得ることができた。
仮のタイトル「フリーダム・ファイター」をつけて検討を進めていた企画は、少年たちが戦争に巻き込まれ宇宙戦闘機で協力して戦う物語で、ロボットを登場させる予定はなかった。しかし、これだと少年たちが乗る宇宙船以外に売り物になるものがなく、スポンサーであるクローバーが、商売にならないからロボットを出すようにと要請した。このため、子供受けを考慮して身長18メートルのロボットを出すことにした（詳細は「モビルスーツ#設定の経緯」を参照）。宇宙ステーションなどを活躍の舞台にする予定であったが、ロボットの身長を18メートルと設定したため、より巨大な「スペース・コロニー」に変更した（詳細は「サイド (ガンダムシリーズ)#設定の経緯（スペース・コロニー）」を参照）。

## 作品の特徴

実物大ガンダム立像、お台場（2009年）

実物大ガンダム立像、お台場（2009年）

### リアル志向
当時のロボットアニメでは、悪の組織を敵とする正義と悪の構図、あるいは宇宙からの侵略者を敵とした戦いであった。それに対して、国家間の紛争による人間どうしの戦争としている。
味方が善で敵を悪とする勧善懲悪の物語にしていない。

### 現実感のある兵器
登場するロボットを「モビルスーツ」と呼ぶ兵器として扱い、また、ロボットに「量産機」が存在する。電波障害を起こしレーダーを妨害するミノフスキー粒子という架空の粒子が戦場で使用されるという設定にして、ロボットによる白兵戦に理由付けをしている。

### 人間ドラマ
戦争を舞台とした人間ドラマを展開している。主人公は、当時のロボットアニメにみられる熱血でさわやかな少年などではなく、ひねくれ、恐れ、逃げだすなどをするような普通の人間である。戦争による死や別れ、敵の軍人がみせる情の厚さ、味方の軍人がみせる無能さなど、様々な人間模様が描かれている。

### ニュータイプの誕生
新人類としての「ニュータイプ」の概念を扱っている。宇宙に住む時代になれば、その環境に順応した新しい人類が誕生するものとして、そこで生まれる高次な人間ドラマを描いている。

## 反響・評価
初回放送時の視聴率は名古屋地区で平均9.1%、関東地区で5.3%と振るわなかった。視聴率や玩具の売上が悪いことから、全52話の予定が43話に短縮されている。　
しかし、アニメファンからの人気は高く、アニメ雑誌『アニメージュ』が開催するアニメグランプリにおいて、以下のように2回連続で作品部門1位を獲得している。
- 第1回（1979年）：19.1％の票を獲得し、1位[19]
- 第2回（1980年上半期）：39.4％の票を獲得し、2位の7.4%と大差をつけて1位[20]

放送終了後もたくさんのファンレターが届くなど熱意が衰えず、スポンサーであるクローバーは再放送を決定した。再放送、再々放送が重ねられると平均視聴率が10%を超え、1981年における関東地区で17.9%、1982年における名古屋地区で25.7%（最高視聴率29.1%）を記録した。

## 商品展開
サンライズは中学生以上向けに作っていたが、各社は小学生以下向けに商品展開をしたため関連商品は不振に陥った。スポンサーのクローバーの要請により1979年9月にGアーマーが登場し、クローバーは同月にGアーマーとガンダムをセットにした「ガンダムDX合体セット」を発売したが売上増には結び付かなかった。打ち切りが検討され、オモチャが売れるクリスマスとお正月のお年玉のある1月までは放送することとなった。年末商戦で「ガンダムDX合体セット」が好調な売れ行きを示し、クローバーは延長をサンライズに打診したが実現はしなかった。
その一方で、アニメ雑誌『アニメック』の発行元でもありアニメ関連商品の販売をしていたラポート社は、ファンの動向をつかんで高校生層のアニメファンに向けた商品展開をして受け入れられており、ガンダム人気に貢献した。
劇場版公開の頃になると各社とも本作のファン層に合わせた商品展開をしていたが、ファンの低年齢化によってアニメファン向け以外の商品も売れるようになっていった。

### プラモデル化
サンライズはクローバーに対して、玩具が不振ならばプラモデル化をするように提案したが、そんなにお金はかけられないと拒否された。そこでサンライズは他社にもプラモデルの商品化を呼びかけた。
その一方で、プラモデル化を切望するユーザーの声が届いていたバンダイ模型は、ガンダムの商品化窓口を担当していた創通エージェンシーにプラモデル化を打診していた。しかし、すでに玩具の商品展開をしていたクローバーの販売に悪影響を与えることを懸念した創通エージェンシーは、なかなか取り合わなかった。バンダイ模型は長期の交渉の末に商品化の権利を獲得し、最初の販売は初回放送終了後の1980年7月下旬となった。初動は良くなかったものの翌年の正月頃から爆発的に売れだし、出荷するとすぐに完売するほどになり社会現象ともいえるガンプラブームが起きた。

## あらすじ
舞台は、増えすぎた人口をスペースコロニーへ移民させるようになって半世紀が過ぎた宇宙世紀0079年。地球から最も遠い宇宙都市サイド3がジオン公国を名乗り、地球連邦政府に対して独立戦争を挑んでいた。1ヶ月あまりの戦いで双方の人口の半分が死に至った。戦争は膠着状態となり8ヶ月が過ぎていた。
赤い彗星の異名を持つジオンのシャア・アズナブル少佐は、地球連邦軍の新造艦ホワイトベースを追尾してサイド7に辿り着く。サイド7に連邦軍のV作戦の基地がありモビルスーツの開発をしているとにらんだシャアは、3機のモビルスーツ・ザクをサイド7の偵察に送り込む。コロニー内部に侵入した2機のザクのパイロットは、連邦軍の施設とそこにモビルスーツのパーツを発見する。功をあせったジオンの新兵が命令を無視して暴走し、戦闘状態となる。
民間の少年アムロ・レイは、戦闘の混乱の中、連邦軍の新型モビルスーツ・ガンダムのマニュアルを偶然手に入れてガンダムに乗り込み、2機のザクを倒す。ホワイトベースは戦闘で正規乗組員の大半を失い、艦長パオロも重傷を負う。新米の士官候補生であるブライト・ノアを艦長代理とし、新型モビルスーツの回収と並行して避難民を収容。避難民の若者の中から乗組員を確保して、ホワイトベースはサイド7を出発。アムロはそのままガンダムのパイロットとなる。こうして、ホワイトベースに乗ることになった少年少女たちは、連邦軍の一員としてジオン軍との戦いに巻き込まれる。
少年アムロは、戦場において様々な出会いと別れを繰り返しながら成長し、また、モビルスーツのパイロットとしての能力を開花させていく。
ジオン軍でニュータイプとして育成されていたララァ・スンにアムロは出会い、互いに心を通わせ引かれ合う。ニュータイプとして目覚めたアムロはシャアを追いつめるが、ララァはシャアを庇い命を落とす。ララァの死はシャアとアムロの対立を決定的なものにする。
ジオンの宇宙要塞ア・バオア・クーに向けて艦隊を進める連邦軍に対し、ジオン軍はソーラ・レイにより攻撃。連邦は、艦隊の多くを失うが、残存兵力をア・バオア・クーに結集。両軍の激しい戦いが始まる。ガンダムはシャアの乗るジオングと交戦し、共に大破する。激戦の中、ホワイトベースも大破して不時着し、乗組員は白兵戦を行う。アムロはニュータイプの能力を使い、ホワイトベースの乗組員たちにスペースランチに乗って退避するように伝える。乗組員らがアムロの声に案内されて退避を終えると、ホワイトベースは爆発してしまう。スペースランチにアムロがいないことに気づいて皆が心配するなか、ア・バオア・クーから脱出したコア・ファイターに乗ったアムロが皆と合流する。
この戦いの後の宇宙世紀0080年、ジオンと連邦は終戦協定を結ぶ。

## 登場人物
アムロ・レイ
主人公。ガンダムのパイロット。サイド7に住んでいたときは機械いじりの好きな少年として有名であった。父は地球連邦軍のV作戦でガンダムの開発をしていたテム・レイ。軍人として振る舞うブライト・ノアとたびたび衝突する。民間人なのに仕方なく戦う事への葛藤を抱えていたが、ジオン軍のシャア・アズナブルや経験豊富なベテラン軍人ランバ・ラルとの戦い、憧れの女性マチルダ・アジャンの戦死といった現実を経て人間的に成長していく。更にララァ・スンとの運命的な出会いにより、人類の革新「ニュータイプ」として覚醒していく。
シャア・アズナブル
アムロのライバル的な存在。ルウム戦役で多大な戦果を挙げ、若くして佐官となったジオン軍のエースパイロットにして天才的軍人。通称赤い彗星。実は、ジオン共和国初代首相ジオン・ズム・ダイクンの遺児、キャスバル・レム・ダイクン。素性を隠すためマスクで顔を隠している。ジオンを支配するザビ家に対する復讐の為に戦争を巧妙に利用する。ガルマ・ザビをだまして戦死に導いたが、その責任を取らされて失脚。しかし、キシリア・ザビに拾われて戦場に復帰。愛するララァ・スンを殺された事で、遅まきながらニュータイプとして覚醒。
セイラ・マス
言葉づかいが上品で気位が高い。当初はホワイトベースのブリッジで通信士としてアムロ達パイロットを支えていたが、やがてパイロットに転向する。名を偽っており、その正体はダイクンの遺児アルテイシア。キャスバル（シャアの本名）の妹である。
ララァ・スン
ジオンのフラナガン機関で育成されたニュータイプの少女。本人が「大佐（シャア）に救われた」と言うだけで経歴は不明。中立地帯であるサイド6の湖畔にて、アムロと運命的な出会いをする。シャアとは上司部下の関係を超えた恋人関係となる。アムロとの戦いを通じ、ニュータイプとして「人と人とは分かり合える」事を体現する。アムロに追いつめられたシャアを庇い戦死。死後も想念という形でアムロを導く。
ブライト・ノア
地球生まれ地球育ちのエリート士官候補生。新米の軍人であったが、サイド7の戦闘で正規兵のほとんどが亡くなったためホワイトベースの艦長代理を任される。反抗的なアムロ、カイら民間人の少年兵達や、立場を弁えない避難民達、艦の置かれた極限状況等に苛立ち悩みながらも指揮官として成長を遂げていく。
その他の人物
カイ・シデン、ハヤト・コバヤシ、フラウ・ボゥ、ミライ・ヤシマといったホワイトベースの仲間達もそれぞれに成長を遂げていく姿が描かれる。また、戦争を嫌悪する元軍人、戦争に加担する民間人、スパイ、武器開発者、主人公に殺される学徒動員パイロット等、それまでのアニメーションでは軽視されていたキャラクターの描写も多い。
詳細については、下記のページを参照。

## 登場兵器
モビルスーツやモビルアーマーなど機動兵器に分類されるものは
それ以外のものについては

## スタッフ
- 企画 - 日本サンライズ
- 原作 - 矢立肇、富野喜幸
- 音楽 - 渡辺岳夫、松山祐士
- キャラクター・デザイン - 安彦良和
- メカニカル・デザイン - 大河原邦男
- 美術設定 - 中村光毅
- アニメーションディレクター - 安彦良和
- 総監督 - 富野喜幸
- プロデューサー - 関岡渉（名古屋テレビ）、大熊伸行（創通エージェンシー）、渋江靖夫（日本サンライズ）
- 制作 - 名古屋テレビ、創通エージェンシー、日本サンライズ

## 主題歌・挿入歌
オープニングテーマ
「翔べ! ガンダム」
作詞 - 井荻麟 / 作曲 - 渡辺岳夫 / 編曲 - 松山祐士 / 唄 - 池田鴻、フィーリング・フリー、ミュージッククリエイション（キングレコード）
エンディングテーマ
「永遠にアムロ」
作詞 - 井荻麟 / 作曲 - 渡辺岳夫 / 編曲 - 松山祐士 / 唄 - 池田鴻、フィーリング・フリー （キングレコード）
挿入歌
「シャアが来る」
作詞 - 井荻麟 / 作曲 - 渡辺岳夫 / 編曲 - 松山祐士 / 唄 - 堀光一路 （キングレコード）
「きらめきのララァ」
作詞 - 井荻麟 / 作曲 - 渡辺岳夫 / 編曲 - 松山祐士 / 唄 - 戸田恵子、シンガーズ・スリー （キングレコード）
シングル「シャアが来る」のB面で、劇中未使用（イメージソング）。
「いまはおやすみ」
作詞 - 井荻麟 / 作曲 - 渡辺岳夫 / 編曲 - 松山祐士 / 唄 - 戸田恵子 （キングレコード）
1981年にキングレコードのシングルヒット賞を受賞。なお、シングルB面は「永遠にアムロ」。

## 放送局
放送局名及び系列は放送当時のもの。放送時間は個別に出典が提示されているものを除き、1980年1月中旬 - 2月上旬時点のものとする。
| 放送対象地域   | 放送局             | 放送日時           | 系列                                         | 備考                                    |
| -------------- | ------------------ | ------------------ | -------------------------------------------- | --------------------------------------- |
| 中京広域圏     | 名古屋テレビ       | 土曜 17:30 - 18:00 | テレビ朝日系列                               | 制作局                                  |
| 北海道         | 北海道テレビ       | 土曜 17:30 - 18:00 | テレビ朝日系列                               |                                         |
| 宮城県         | 東日本放送         | 土曜 17:30 - 18:00 | テレビ朝日系列                               |                                         |
| 関東広域圏     | テレビ朝日         | 土曜 17:30 - 18:00 | テレビ朝日系列                               |                                         |
| 静岡県         | 静岡けんみんテレビ | 土曜 17:30 - 18:00 | テレビ朝日系列                               | 現・静岡朝日テレビ                      |
| 広島県         | 広島ホームテレビ   | 土曜 17:30 - 18:00 | テレビ朝日系列                               |                                         |
| 香川県・岡山県 | 瀬戸内海放送       | 土曜 17:30 - 18:00 | テレビ朝日系列                               |                                         |
| 近畿広域圏     | 朝日放送           | 金曜 17:00 - 17:30 | テレビ朝日系列                               | 現・朝日放送テレビ 次回予告はカット     |
| 福岡県         | 九州朝日放送       | 金曜 17:00 - 17:30 | テレビ朝日系列                               |                                         |
| 青森県         | 青森放送           |                    | 日本テレビ系列 テレビ朝日系列                | 第26話で打ち切り                        |
| 青森県         | 青森テレビ         |                    | TBS系列                                      | [ 注 3 ]                                |
| 秋田県         | 秋田放送           | 木曜 17:30 - 18:00 | 日本テレビ系列                               | [ 注 4 ]                                |
| 山形県         | 山形テレビ         | 火曜 17:00 - 17:30 | フジテレビ系列                               |                                         |
| 岩手県         | テレビ岩手         | 月曜 17:10 - 17:40 | 日本テレビ系列 テレビ朝日系列                | 本放送終了後に放送開始                  |
| 福島県         | 福島テレビ         | 月曜 17:00 - 17:30 | TBS系列 フジテレビ系列                       | [ 注 5 ]                                |
| 新潟県         | 新潟総合テレビ     | 月曜 17:30 - 18:00 | フジテレビ系列 日本テレビ系列 テレビ朝日系列 | キー局での本放送終了後に放送開始        |
| 長野県         | 長野放送           | 水曜 17:30 - 18:00 | フジテレビ系列                               |                                         |
| 富山県         | 富山テレビ         | 水曜 16:50 - 17:20 | フジテレビ系列                               | 1979年4月18日から1980年2月6日まで放送。 |
| 石川県         | 石川テレビ         | 金曜 16:00 - 16:30 | フジテレビ系列                               | 1980年4月25日まで放送                   |
| 福井県         | 福井テレビ         | 月曜 17:25 - 17:55 | フジテレビ系列                               |                                         |
| 島根県・鳥取県 | 山陰放送           | 日曜 8:00 - 8:30   | TBS系列                                      |                                         |
| 山口県         | テレビ山口         | 金曜 17:00 - 17:30 | TBS系列 フジテレビ系列                       |                                         |
| 愛媛県         | 南海放送           | 水曜 17:25 - 17:55 | 日本テレビ系列                               |                                         |
| 高知県         | テレビ高知         | 土曜 6:30 - 7:00   | TBS系列                                      |                                         |
| 長崎県         | 長崎放送           | 火曜 17:20 - 17:50 | TBS系列                                      |                                         |
| 熊本県         | 熊本放送           | 火曜 17:00 - 17:30 | TBS系列                                      | 本放送終了後の1980年7月1日放送開始。    |
| 大分県         | 大分放送           | 月曜 17:20 - 17:50 | TBS系列                                      |                                         |
| 宮崎県         | 宮崎放送           | 日曜 15:00 - 15:30 | TBS系列                                      |                                         |
| 鹿児島県       | 鹿児島テレビ       | 月曜 17:45 - 18:15 | フジテレビ系列 日本テレビ系列 テレビ朝日系列 |                                         |
| 沖縄県         | 沖縄テレビ         | 火曜 17:30 - 18:00 | フジテレビ系列                               | 1980年3月18日から放送                   |

### 公開試写会
本放送に先駆けて名古屋テレビ主催による公開試写会が春休みに旧：中区役所ホールで開催された。これは当時の主流となっていた往復ハガキで応募・抽選するもので、それまでは親子連れがほとんどだったものが『宇宙戦艦ヤマト』から始まったアニメブームと『無敵超人ザンボット3』・『無敵鋼人ダイターン3』で10 - 20代にサンライズ・アニメのファン層が定着したため、当日は徹夜で並ぶ者も数多くいた。満席の会場で第一話「ガンダム大地に立つ!!」がスクリーンで上映され、ゲストは総監督の富野喜幸とシャア役の池田秀一。最前列に座っていた数人の客には日本サンライズが初めて公式本として出版した『機動戦士ガンダム記録全集』の1巻が発売前にプレゼントされた。

### 再放送
- 本放送以後は名古屋テレビをはじめとするテレビ朝日系列の放送局や、テレビ埼玉などの独立放送局、CS放送・BS放送放送局で繰り返し再放送されている。

- 2010年7月より、静岡県に1/1ガンダム立像が設置されたことを記念して、フジテレビ系のテレビ静岡で放送された。

放送時間：水曜日2時00分 - 2時30分（2010年9月当時）
- 2010年11月より、WOWOWで劇場版三部作を含む計20作品を放送。

放送日程：2010年11月1日 - 3日
- 平成31年4月よりサンテレビで放送[46]。

- BS11（アニメ+枠）

通常放送
初回：2007年12月2日 - 2008年9月21日、日曜日19時30分 - 20時00分
2回目：2014年3月23日 - 2015年1月4日、同上
セレクション放送
初回：2011年9月11日 - 10月9日、日曜日19時30分 - 20時00分（「ガンダム・Gセレクション EVOLUTION」枠・計5話）
2回目：2013年4月14日 - 7月28日、日曜日19時00分 - 19時30分（「ガンダム・Gヒストリー」枠・計16話）

## 各話リスト
テレビ版と劇場版との異同もあわせて示す。
| 話数   | 放送日        | サブタイトル                  | 脚本     | 絵コンテ      | 演出       | 作画監督                                                                        | 劇場版での編集反映 |
| ------ | ------------- | ----------------------------- | -------- | ------------- | ---------- | ------------------------------------------------------------------------------- | --- |
| 第1話  | 1979年 4月7日 | ガンダム大地に立つ!!          | 星山博之 | 斧谷稔        | 貞光紳也   | 安彦良和                                                                        | 物語の発端であるため反映。 |
| 第2話  | 4月14日       | ガンダム破壊命令              | 松崎健一 | 斧谷稔        | 藤原良二   | 安彦良和                                                                        | 物語の基本設定が固まる話のため反映。 |
| 第3話  | 4月21日       | 敵の補給艦を叩け!             | 荒木芳久 | 斧谷稔        | 小鹿英吉   | 安彦良和                                                                        | 1話完結エピソードのためカット。 ただしガデムの補給、シャアザクとガンダムの戦闘は反映。                                                     |
| 第4話  | 4月28日       | ルナツー脱出作戦              | 山本優   | 貞光紳也      | 貞光紳也   | 富沢和雄                                                                        | 基地内の描写を省いて直ちにジャブローへ出港。 パオロは戦死せず下艦。 クルー拘禁やマゼラン排除などは丸ごとカット。                           |
| 第5話  | 5月5日        | 大気圏突入                    | 星山博之 | 斧谷稔        | 藤原良二   | 青鉢芳信                                                                        | 新舞台とガルマ登場のため反映。 ガンダムの大気圏突入機能は大幅に変更。 ガンダムハンマーはカット。                                           |
| 第6話  | 5月12日       | ガルマ出撃す                  | 山本優   | 山崎和男      | 小鹿英吉   | 安彦良和                                                                        | 第9話に統合。 地上部隊との戦闘は全カット。                                                                                                 |
| 第7話  | 5月19日       | コアファイター脱出せよ        | 荒木芳久 | 藤原良二      | 藤原良二   | 安彦良和                                                                        | 1話完結エピソードのためカット。 ただしシャアザクとガンダムの自由落下戦闘のみ反映。                                                         |
| 第8話  | 5月26日       | 戦場は荒野                    | 松崎健一 | 貞光紳也      | 貞光紳也   | 山崎和男                                                                        | 1話完結エピソードのためカット。 ただしカイのガンキャノン発進のみ反映。                                                                     |
| 第9話  | 6月2日        | 翔べ! ガンダム                | 星山博之 | 斧谷稔        | 小鹿英吉   | 安彦良和                                                                        | 1話完結エピソードだがマチルダ登場やアムロの心理描写が重要なため反映。 シャアの通信妨害はカット。                                           |
| 第10話 | 6月9日        | ガルマ 散る                   | 山本優   | 藤原良二      | 藤原良二   | 安彦良和                                                                        | ガルマ戦死やイセリナとの恋が絡む話のため反映。                                                                                             |
| 第11話 | 6月16日       | イセリナ、恋のあと            | 荒木芳久 | 貞光紳也      | 貞光紳也   | 大泉学                                                                          | 1話完結エピソードのためカット。 ただしザビ家一党がガルマの葬儀を巡り一堂に 会する場面は反映。                                              |
| 第12話 | 6月23日       | ジオンの脅威                  | 松崎健一 | 斧谷稔        | 横山裕一郎 | 中村一夫                                                                        | グフとランバ・ラル隊登場のため反映。 ギレンによるガルマ国葬演説（ロングバージョン）は1作目のラストシーンとなる。                           |
| 第13話 | 6月30日       | 再会、母よ…                   | 星山博之 | 藤原良二      | 藤原良二   | 安彦良和                                                                        | 第12話の前に入れ替えて反映。 ただし、ガンペリーがマチルダのミデアへと差し替えられる。                                                      |
| 第14話 | 7月7日        | 時間よ、とまれ                | 富野喜幸 | 斧谷稔        | 貞光紳也   | 山崎和男                                                                        | 1話完結エピソードのためカット。 ただしマチルダの補給のみ反映。                                                                             |
| 第15話 | 7月14日       | ククルス・ドアンの島          | 荒木芳久 | 貞光紳也      | 斧谷稔     | 鈴村一行                                                                        | 1話完結エピソードのためカット。 |
| 第16話 | 7月21日       | セイラ出撃                    | 山本優   | 斧谷稔        | 斧谷稔     | 青鉢芳信                                                                        | 『哀・戦士編』の導入部。 セイラやコズンの投獄があるため反映。                                                                              |
| 第17話 | 7月28日       | アムロ脱走                    | 松崎健一 | 斧谷稔        | 藤原良二   | 安彦良和                                                                        | ミライの入浴やアムロの脱走があるため反映。                                                                                                 |
| 第18話 | 8月4日        | 灼熱のアッザム・リーダー      | 松崎健一 | 貞光紳也      | 貞光紳也   | 中村一夫                                                                        | 1話完結エピソードのためカット。 |
| 第19話 | 8月11日       | ランバ・ラル特攻!             | 星山博之 | 斧谷稔        | 行田進     | 安彦良和                                                                        | グフやアムロの伏線があるため反映。 |
| 第20話 | 8月18日       | 死闘! ホワイト・ベース        | 山本優   | 斧谷稔        | 藤原良二   | 富沢和雄                                                                        | ランバ・ラル戦死やリュウ負傷といった重要シーンがあるため反映。 ビームジャベリンはビームライフルに差し替え。                                |
| 第21話 | 8月25日       | 激闘は憎しみ深く              | 荒木芳久 | 斧谷稔        | 行田進     | 山崎和男                                                                        | 第25話の後に入れ換え。 リュウ戦死後のクルーの反応は軽く流す。                                                                              |
| 第22話 | 9月1日        | マ・クベ包囲網を破れ!         | 松崎健一 | 貞光紳也      | 貞光紳也   | 安彦良和                                                                        | 1話完結エピソードのためカット。 |
| 第23話 | 9月8日        | マチルダ救出作戦              | 星山博之 | 藤原良二      | 藤原良二   | 中村一夫                                                                        | 劇場版では新兵器Gファイターがコア・ブースターへと差し替えられたためカット。 ただしエルランがレビルへ異議を唱えるシーンのみ反映。           |
| 第24話 | 9月15日       | 迫撃! トリプル・ドム          | 山本優   | 斧谷稔        | 関田修     | 安彦良和                                                                        | マチルダが死ぬ他、名シーン多数のため反映。 ただし黒い三連星との戦闘は1回にまとめられる。                                                   |
| 第25話 | 9月22日       | オデッサの激戦                | 荒木芳久 | 貞光紳也      | 貞光紳也   | 富沢和雄                                                                        | 一年戦争全体の主流エピソードのため反映。 ただし、エルランの内通やマ・クベの核ミサイル使用といった重要エピソードは丸ごとカット。            |
| 第26話 | 9月29日       | 復活のシャア                  | 松崎健一 | 斧谷稔        | 藤原良二   | 安彦良和                                                                        | シャアの再登場、水陸両用モビルスーツなど伏線が多く反映。 ただしハイパーハンマーやGブルはカット。                                           |
| 第27話 | 10月6日       | 女スパイ潜入!                 | 星山博之 | 斧谷稔 久野弘 | 久野弘     | 山崎和男                                                                        | 第26話に統合。 |
| 第28話 | 10月13日      | 大西洋、血に染めて            | 山本優   | 斧谷稔        | 関田修     | 中村一夫                                                                        | カットが検討されたが、カイの成長を描く話のため反映。 グラブロがガンペリーのミサイルで撃破されるなど細部で変更。                            |
| 第29話 | 10月20日      | ジャブローに散る!             | 荒木芳久 | 斧谷稔        | 貞光紳也   | 安彦良和                                                                        | シャアに伏線や名シーンがあるため反映。 第30話と統合。 ただしゾックの撃破シーンはカット。                                                   |
| 第30話 | 10月27日      | 小さな防衛線                  | 山本優   | 藤原良二      | 藤原良二   | 安彦良和                                                                        | カツ、レツ、キッカやセイラの伏線があるため反映。 ただしアッガイの撃破シーンはほとんどカット。                                              |
| 第31話 | 11月3日       | ザンジバル、追撃!             | 星山博之 | 斧谷稔        | 久野弘     | 安彦良和                                                                        | 冒頭のホワイトベースおよびザンジバル大気圏離脱部が『哀・戦士編』のラスト。 ただしGブルイージーやビグロの戦闘シーンは全カット。             |
| 第32話 | 11月10日      | 強行突破作戦                  | 松崎健一 | 斧谷稔        | 関田修     | 富沢和雄                                                                        | シャアがドレンと絡むため反映。 ただしザクレロの戦闘シーンとビームジャベリンは全カット。                                                    |
| 第33話 | 11月17日      | コンスコン強襲                | 山本優   | 斧谷稔        | 貞光紳也   | 中村一夫                                                                        | テムやカムランが関係するため反映。 テムとの出会いは1回に統合。 コンスコン隊との戦いも次回分と統合。 ブラウ・ブロや浮きドック場面はカット。 |
| 第34話 | 11月24日      | 宿命の出会い                  | 星山博之 | 藤原良二      | 藤原良二   |                                                                                 | ララァ、シャアとアムロの出会い、カムランが関係するため反映。 テムは新たに死亡シーンが追加。                                                |
| 第35話 | 12月1日       | ソロモン攻略戦                | 松崎健一 | 久野弘        | 久野弘     | 一年戦争全体の主流エピソードのため反映。 作戦開始シーンが大きく短縮されている。 | |
| 第36話 | 12月8日       | 恐怖! 機動ビグ・ザム          | 松崎健一 | 斧谷稔        | 関田修     | 一年戦争全体の伏線やドズル、スレッガー戦死のため反映。                          | |
| 第37話 | 12月15日      | テキサスの攻防                | 山本優   | 斧谷稔        | 貞光紳也   | 中村一夫                                                                        | 第37・38話は第35話の前に移動。 ただしギャンとマ・クベはカット（仕掛けた種々のトラップのみ反映）。                                          |
| 第38話 | 12月22日      | 再会、シャアとセイラ          | 松崎健一 | 藤原良二      | 藤原良二   |                                                                                 | シャアとセイラの重要エピソードため反映。 ただしデラミンやバロム、ワッケインの戦死は全カット。                                              |
| 第39話 | 12月29日      | ニュータイプ、 シャリア・ブル | 山本優   | 斧谷稔        | 久野弘     | 上映時間の不足と安彦の意見により全面カット。                                    | |
| 第40話 | 1980年 1月5日 | エルメスのララァ              | 荒木芳久 | 斧谷稔        | 関田修     | ニュータイプに絡む話のため全て反映。 ただしモスク・ハン登場シーンは全カット。   | |
| 第41話 | 1月12日       | 光る宇宙                      | 松崎健一 | 貞光紳也      | 貞光紳也   | ニュータイプに絡む話のため全て反映。 ただしモスク・ハン登場シーンは全カット。   | |
| 第42話 | 1月19日       | 宇宙要塞ア・バオア・クー      | 星山博之 | 斧谷稔        | 藤原良二   | ニュータイプに絡む話のため全て反映。 ただしモスク・ハン登場シーンは全カット。   | 中村一夫 |
| 第43話 | 1月26日       | 脱出                          | 星山博之 | 斧谷稔        | 関田修     | ニュータイプに絡む話のため全て反映。 ただしモスク・ハン登場シーンは全カット。   | 山崎和男 |

アイキャッチは3パターン存在する。
- 第1話は、映像は第2話以降と同じだが、効果音が異なるもの。
- 第2話から第11話、第43話[注 10]は、タイトルロゴのみでガンダムは登場しないもの。
- 第12話から第42話は、ガンダムとタイトルロゴが登場するもの。

映画化においては、各エピソードに対し主に以下の変更点が加えられた。
- シリーズ全体で構成に影響のない、一話完結エピソードは基本的にカット。
- テレビシリーズでは2回にまたがっていたエピソードや戦いを、1回分に集約。9話でガンダムが持っていた武器などこれによる演出上の矛盾は極力修正されているが、第29話と第30話におけるシャア専用ズゴックの被弾位置など修正されず矛盾が残っているところもある。
- 一部エピソードの時系列が変更されている（1作目のアムロの母との再会、『哀・戦士編』のハモンとラル隊残党の攻撃、『めぐりあい宇宙編』のテキサスコロニーなど）。
- 反映分は全てがテレビシリーズの映像でなく、同じシーンを劇場用に描き直した部分もある。特に『めぐりあい宇宙編』では、テレビ版制作時に安彦良和が病気で作画から外れていたため、全面的に安彦による新規作画が行われている。

タイトルコールはブライト・ノア役の鈴置洋孝が担当した。

## 劇場版三部作
機動戦士ガンダム（劇場版）
テレビ版第1話から第14話前半までを再編集した第1作で、1981年3月14日に公開された。
配給収入は9億3700万円。
機動戦士ガンダムII 哀・戦士編
テレビ版第16話から第31話前半までを再編集した第2作で、1981年7月11日に公開された。
配給収入は7億7000万円。
機動戦士ガンダムIII めぐりあい宇宙（そら）編
テレビ版第31話後半から第43話までを再編集した第3作で、1982年3月13日に公開された。
配給収入は12億9000万円。
75パーセントが新撮。テレビ版では終盤に降板した安彦良和が前2作以上に多くの新作カットを担当し、作画のクオリティがテレビ版より大幅に向上している。

### スタッフ（劇場版）
- 製作 - 日本サンライズ[注 11]
- 配給 - 松竹株式会社
- 製作 - 岸本吉功
- 企画 - 山浦栄二、伊藤昌典
- 原作 - 矢立肇、富野喜幸
- 総監督 - 富野喜幸
- 脚本 - 星山博之、荒木芳久、山本優、松崎健一
- キャラクターデザイン - 安彦良和
- メカニカルデザイン - 大河原邦男
- アニメーションディレクター - 安彦良和
- 音楽 - 渡辺岳夫、松山祐士
- 美術監督（I）、アートディレクター（I、III） - 中村光毅
- 音響監督 - 松浦典良（I）
- オーディオディレクター - 浦上靖夫（II、III）
- フォトグラファーディレクター - 三沢勝治（III）
- 監督 - 藤原良二（I）
- フロアーディレクター - 関田修（II、Ⅲ）
- 演出協力 - 藤原良二（II、III）、貞光紳也、小鹿英吉（I）、横山裕一郎（I）、又野弘（II、III）
- 製作協力 - 名古屋テレビ、創通エージェンシー
- 協力 - 講談社
- プロデューサー - 植田益朗（III）、渋江靖夫、岩崎正美

#### スタッフ（特別版）
- 音響監督 - 鶴岡陽太（I）、百瀬慶一（III）
- 録音監督 - 鶴岡陽太（II）
- 音響演出 - 百瀬慶一（II）
- サウンドデザイン - 笠松広司（I）、松長芳樹（I）
- 録音 - 名倉靖（I）
- リレコーディングエンジニア - 佐藤忠治（II、III）
- サウンドエディター - 勝俣まさとし（II、III）、坂口由洋（II、III）
- アフレコミキサー - 名倉靖（II）
- 音響制作 - 楽音舎（I、II）、MSI（II、III）
- 総監督 - 富野由悠季

### 主題歌・挿入歌（劇場版）
主題歌（第1作）
「砂の十字架」
作詞・作曲 - 谷村新司 / 編曲 - 青木望 / 唄 - やしきたかじん （キングレコード）
オリコン週間シングルチャート - 最高21位
イメージソング（第1作）
「スターチルドレン」
作詞 - 井荻麟 / 作曲・唄 - やしきたかじん / 編曲 - 飛澤宏元 （キングレコード）
シングル「砂の十字架」のB面で、劇中未使用。
主題歌（第2作）
「哀 戦士」
作詞 - 井荻麟 / 作曲・編曲・唄 - 井上大輔 （スターチャイルド）
オリコン週間シングルチャート - 最高9位
挿入歌（第2作）
「風にひとりで」
作詞 - 井荻麟 / 作曲・編曲・唄 - 井上大輔 （スターチャイルド）
主題歌（第3作）
「めぐりあい」
作詞 - 井荻麟、売野雅勇 / 作曲・唄 - 井上大輔  / 編曲 - 鷺巣詩郎（スターチャイルド）
オリコン週間シングルチャート - 最高13位
挿入歌（第3作）
「ビギニング」
作詞 - 井荻麟 / 作曲・編曲・唄 - 井上大輔 （スターチャイルド）

### 劇場版に関する反響
1980年10月2日発売の『日刊スポーツ』で、「ポスト・ヤマトはガンダムだ」との見出しで本作の映画化のスクープが報じられた。
1週間後の9日には築地の東劇ビル最上階にあったレストラン「エスカルゴ」で公式に劇場版の製作発表記者会見がおこなわれた。富野や安彦のほか、日本サンライズや配給元の松竹からも複数の関係者が出席した大々的な会見となったが、その中で富野は、単なる再編集のダイジェスト版にはしたくない、43話を2時間半の1本の映画にまとめるのは不可能であり、何本かにならざるを得ないことを松竹に了承してもらった上でこの話を受けたと語った。もとより富野は映画化決定以前のインタビューでも、映画化するなら4部構成でやりたいと発言していた。しかし、現実的に続編の制作は1作目の業績次第であり、そのため劇場版第1作には富野が望んだ連番の "I" およびサブタイトルを付けることは（慣例的にも）許されなかった。
第1作の公開に先立つ1981年2月22日、プロモーションの一環として2つのイベントがおこなわれた。午前中には新宿松竹会館で入場者数を限定した「ガンダムフェスティバル」が開催され、大成功のうちに終了。そして午後には、新宿アルタ前（新宿東口ステーションスクエア）で「アニメ新世紀宣言大会」が開催された。「ガンダム5000人キャンペーン」と銘打たれたものの、実際には公称約2万人（各ファンクラブの集計によれば実数1万2千人）ものファンが詰めかけた。中には本作の登場人物やMSのコスプレ（当時はまだ一般的ではなく、雑誌『ファンロード』では「トミノコ族」と称された）をした者たちもおり、代表として「アニメ新世紀宣言」をスピーチしたファンもシャアとララァのコスプレをしていたが、このふたりはのちに富野の作品や『ガンダム』の続編にも携わることになる永野護と川村万梨阿であった。また、予想をはるかに超える動員によって警備員やボランティアによる整理が追いつかず、将棋倒しも起こりかねない危険な状況もあったが、富野がマイクを握り、ここで事故があれば世間は「所詮はアニメファンのイベント」と判断するだろうと発言したことで参加者は冷静さを取り戻したといわれ、イベントは無事に終了した。
結果的に、劇場版第1作は大ヒットに終わった。特に前売り券は行列ができるほどの驚異的な売れ行きを見せ、続編の実現の鍵になったとされる。続編においても行列はファンが参加できる「祭り」として重要な役割を担ったという。最終的には、当初の構想より少ない3部構成でテレビ版の最終話までの映画化が実現された。
その後も、本作の節目の年には劇場版がさまざまな形で上映された。テレビ放送開始から30周年の2009年には、三部作のHDリマスター版のDLP興行が6月から7月にかけて各地の映画館でおこなわれた。2019年には「機動戦士ガンダム40周年プロジェクト」の一環として、8月に「劇場版『機動戦士ガンダム』シネマ・コンサート」と題し、劇場版第1作の上映に合わせてフルオーケストラ（編曲・指揮 - 服部隆之 / 演奏 - 東京フィルハーモニー交響楽団）が劇中の音楽パートの生演奏をおこなった。また、「ガンダム映像新体験TOUR」としてガンダムシリーズの劇場版が特殊スクリーンで上映されたが、本三部作も9月から10月にかけてULTIRAで、2020年1月にはDOLBY CINEMAで上映された。2021年には、YouTubeの「ガンダムチャンネル」で1月下旬から2月上旬にかけて3作それぞれ24時間限定配信、10月の「サンライズフェスティバル2021」では4Kで3作連続で上映されたほか、11月には3つのイベントで上映された（1つは第1作のみ）。

## 映像ソフト

### LD・ビデオ
本放送放映の後から劇場版が公開されたあたりに発売された映像媒体としては、ロブスター企画から1982年に発売されたテレビ版第42話「宇宙要塞ア・バオア・クー」と第43話「脱出」を収録したLD、および劇場版3部作のビデオパッケージが存在した。後者は当初松竹から、後にCBSソニーから発売された。その後は少し間を空けて1987年以降に、劇場版の映像を収録したLDがいくどか再発売されている。
続けてガンダム20周年記念の声が高まる中、テレビ版の映像が全て収録された初のLD-BOX「機動戦士ガンダムメモリアルボックス」が1998年8月に「Part-1」（第1 - 22話収録：6枚組）、同年12月に「Part-2」（第23 - 43話収録：6枚組）の全2巻に分けてバンダイビジュアルから発売された。なお、ほぼこの時期に劇場版のビデオパッケージも新たに発売され、テレビ版もレンタル専用としてではあるがビデオパッケージが存在している。

### DVD
DVD発売以降はすべてバンダイビジュアルから販売されている。
劇場版 機動戦士ガンダム 特別版
劇場版3部作のDVDは2000年12月21日に「特別版」として発売された。本作のDVDとしては初めての商品化であったが、特別版として発売するにあたり、映像は劇場版そのままに、音声に対しては富野自身の監修でドルビーデジタル5.1チャンネル用に、オリジナルキャスト（一部を除く）によるアフレコの再レコーディングや効果音、BGMなどの全面的なリニューアルが行われたが、熱心なファンからは「イメージが大きく損なわれた」と酷評を受け、後に劇場版公開当時のオリジナル音声版DVDが2007年12月に発売されている。
その後、テレビ版の映像を収録したDVD-BOXが初回限定生産として、2006年12月にDVD-BOX1（第1 - 24話収録：6枚組）、翌2007年1月にDVD-BOX2（第25 - 43話収録：5枚組）の全2巻に分けて発売。単巻（全11枚）でも2007年6月から順次発売された。DVD-BOX1の予約者に対し、非売品の特製アクションモデル「1/200 RX-78 GUNDAM Limited Version」が付く先行予約特典キャンペーンを行っている。このDVD化にあたっては監督の富野自ら、本放送から約27年近く経過した原版フィルムの劣化部分のデジタル補正作業や、ハイビジョン仕様のリマスター制作に関るほど、大規模なリファイン作業が行われた。

### Blu-ray
「機動戦士ガンダム Blu-ray メモリアル ボックス」（BD-BOX）として2013年8月28日に発売。2017年9月27日には2013年版の封入特典を若干再編・簡素化したBD-BOXが発売。
「劇場版 機動戦士ガンダム Blu-ray トリロジーボックス」と、5.1chで制作された特別版の本編も収録する「劇場版 機動戦士ガンダム Blu-ray トリロジーボックス プレミアムエディション」が2014年5月28日に発売。また各本編ディスクにはオーディオコメンタリーが収録されている（「III めぐりあい宇宙編」のみ2種類収録）。
- I：藤田純二（音楽ディレクター）、指田英司（サンライズ音楽出版）※役職は当時のもの
- II：福井晴敏（作家、『機動戦士ガンダムUC』ストーリー）
- III：
  1. 松崎健一（脚本）、植田益朗（プロデューサー）
  2. 板野一郎（アニメーター）、関田修（フロアーディレクター）※役職は当時のもの
- 司会：氷川竜介（アニメ特撮研究家）

2019年12月25日には「U.C.ガンダムBlu-rayライブラリーズ」劇場版としてスペシャルプライスBlu-rayが発売された。日本語, 英語, 中国語字幕付き。
2020年9月25日には「U.C.ガンダムBlu-rayライブラリーズ」TV版としてスペシャルプライスBlu-rayが発売された。日本語, 英語, 中国語字幕付き。

### 4K ULTRA HD Blu-ray
「機動戦士ガンダム 劇場版三部作 4Kリマスターボックス」（UHD BD&BD-BOX）として2020年10月28日に発売。ドルビーアトモス音声と劇場公開当時のオリジナル音声を収録している。特別版の5.1ch音声とオーディオコメンタリーは未収録である。品番はBCQA-0010。

## 関連作品
ガンダムシリーズ一覧、宇宙世紀、SDガンダム、ガンダムシリーズゲーム作品一覧も参照。

### 小説

#### 小説版『機動戦士ガンダム』
総監督 富野喜幸によって放映当時に執筆され、朝日ソノラマから出版された。表紙は第1巻はシャアの設定セル画、2巻と3巻は大河原邦男、本文挿絵は青鉢芳信。富野は本小説の執筆に関して、玩具メーカーのスポンサーの要求がない小説で独自の世界を描いて見せるという意気込みであったと語っている。このため本作の内容はTV版とはまったく異なっている。
商業的には単行本2冊で50万部を販売するヒットとなり、当時は高校生の「本離れ」が懸念されていたが映像作品である本作の小説によって相乗効果が発揮されて高校生を引きつけた。本作以降、高校生向けの小説では映像化が重要になった。
1987年に角川書店に版元が変更され、角川文庫の「現代日本文学」分類「緑帯」から独立した「青帯」（現在の角川スニーカー文庫）の第1号作品となっている。全3巻。角川版は表紙・挿絵共に美樹本晴彦。富野は角川文庫からの再版時に改稿しているが、「Zガンダム」などの後の作品と整合させることは断念している。
テレビ版との最大の違いは、アニメでは民間人の少年であった主人公アムロが最初から職業軍人（モビルスーツパイロット候補生。階級は曹長）で、かつ物語の途中で戦死することであり、当時ファンに大きな衝撃を与えた。また、セイラがアムロと肉体関係を持ち兄シャアの殺害を促すなど、各キャラの性格や関係性なども大幅に改変されている。物語は宇宙で展開され、地球は舞台とならないため、アニメ版の地球で登場したMSは登場せず、地球で登場した人物の多くも登場しない。MS・MAの種類自体も極めて少数に絞られており、連邦軍側は「ガンダム」「ガンキャノン」「ジム」「ミスターボール」の4種、ジオン軍は「ザク」「リック・ドム」「エルメス」「ビグ・ザム」「ブラウ・ブロ」の5種しか登場しない。アニメ版にはない、シャア専用リック・ドム、およびアムロ搭乗の後継機G-3ガンダムが登場する。

#### 『密会』
1997年に角川mini文庫から上下巻が発刊され、2000年にそれらを統合・加筆して角川スニーカー文庫から『密会〜アムロとララァ』として改めて発刊された。
要点を絞ってアニメ版の物語の内面を描き直したストーリーとなっている。
角川書店からガンダムをテーマにした執筆依頼を受けた富野は、TV発の『機動戦士ガンダム』の物語をなぞった活字や漫画の作品がないと気づき、TV、映画版の『ファースト・ガンダム』そのもののダイジェスト版とでもいうべき小説を書いておきたいと挑戦した物語である。

#### 中根真明著 『機動戦士ガンダム』
中根真明によって執筆された小説版も朝日ソノラマから発売されていたが、こちらは純粋なノベライズでテレビシリーズとほぼ同じ内容となっている。現在は絶版。

### 漫画
機動戦士ガンダム（冒険王版）
テレビ放送と並行して、秋田書店発行の漫画雑誌『冒険王』で岡崎優により連載された。多くの点でテレビ版との相違が見られる。テレビ放送よりもペースが遅れ気味となり連載は未完に終わったが、映画化の際に『めぐりあい宇宙編』のコミカライズをおこなう形で完結させた。
機動戦士ガンダム0079
1992年からバンダイ発行のアンソロジーコミック集『サイバーコミックス』で連載が開始された近藤和久による漫画。直後に『サイバーコミックス』は休刊となるが、メディアワークス発行のアンソロジーコミック集『MS SAGA』、漫画雑誌『電撃大王』と掲載誌を変えながら連載が続けられ、2005年に完結した。一部メカニックデザインなどはアニメから変更されているものの設定やストーリーの変更は抑えられている。その一方で、近藤がそれ以前に発表した漫画『MS戦記 機動戦士ガンダム0079外伝』に関連するエピソードを絡めている。
機動戦士ガンダム THE ORIGIN
アニメのキャラクターデザインなどを手がけた安彦良和による漫画。この作品のために創刊された角川書店発行の漫画雑誌『ガンダムエース』で2001年から2011年にかけて連載された。ストーリーや設定がアニメから大きく変更されている。ジオン・ズム・ダイクンの死から一年戦争緒戦までも詳細に描かれており、この部分のアニメ化がされている。

### フィルムコミック
講談社アニメコミックス版
講談社より、劇場版3部作を漫画仕立てにしたフィルムコミックとして各5巻で全15巻が刊行された。各巻のサブタイトルはテレビシリーズのものが多く使用されている。
機動戦士ガンダム
1. ガンダム大地に立つ
2. 赤い彗星シャア
3. 翔べ!ガンダム
4. 再会、母よ
5. ジオンの脅威

機動戦士ガンダムII 哀戦士編
1. セイラ出撃
2. 猛攻ランバ・ラル
3. マチルダ散る!
4. 女スパイ潜入
5. 決戦!ジャブロー

機動戦士ガンダムIII めぐりあい宇宙
1. 出会い、サイド6
2. テキサスの攻防
3. ソロモン攻略戦
4. エルメスのララァ
5. 脱出

長らく絶版だったが表紙カバーをリニューアルした復刻版として、劇場版第1作『ガンダム』のフィルムコミックス全5巻が1998年7月23日に、第2作『ガンダムII』のフィルムコミックス全5巻が1999年3月23日に、第3作『ガンダムIII』のフィルムコミックス全5巻が1999年4月21日に、それぞれ刊行された。
旭屋出版コミックス版
ガンダムシリーズの劇場版やOVA作品を1冊のフィルムコミックとしてまとめたもので、映画化15周年を記念して出版された。各巻の巻末では、モビルスーツやスペースコロニーなどの諸設定についての科学考証をガンダムセンチュリーの編集に携わった永瀬唯が行っている。
MOBILE SUIT GUNDAM THE MOVIES I
劇場版第1作『ガンダム』のフィルムコミック。1996年8月刊行。
MOBILE SUIT GUNDAM THE MOVIES II
劇場版第2作『ガンダムII』のフィルムコミック。1996年12月刊行。
MOBILE SUIT GUNDAM THE MOVIES III
劇場版第3作『ガンダムIII』のフィルムコミック。1997年3月刊行。

### TRPG
- ジーク・ジオン（1990年、ツクダホビー）
- 機動戦士ガンダム:0079RPG（1991年、大日本絵画）
- 機動戦士ガンダムRPG（1997年、ホビージャパン）
- ガンダム戦記 -一年戦争全戦闘記録-（2000年、アスキー）

### パチンコ・パチスロ
パチンコ
- CRフィーバー機動戦士ガンダム（2013年、SANKYO）
- CRフィーバー機動戦士ガンダム -V作戦発動-（2015年、SANKYO）
- CRフィーバー機動戦士ガンダム -LAST SHOOTING-（2016年、SANKYO）

パチスロ
- MSガンダム（2002年、テクノコーシン）
- ガンダム（2003年、ラスター）
- パチスロ「機動戦士ガンダムII 〜哀・戦士編〜」（2007年、山佐）
- パチスロ「機動戦士ガンダムIII 〜めぐりあい宇宙編〜」（2009年、山佐）
- 機動戦士ガンダム（2014年、ビスティ）

### 自動車
2013年10月1日にジオニックトヨタ社（トヨタ）よりシャア専用オーリスが発売された。これは元々コンセプトモデルとして2012年のイベントにトヨタからオーリスをシャア専用風に改装して出展したところ、反響が大きかったために、当初市販の予定ではないものを発売したものである。なお、ジオニックトヨタ社は設定上のもので、実際にはオーリスのパーソナルカスタマイズとして販売される。この際、トヨタマークもジオン風に改装される。その設定上は「トヨタは、ジオン公国を代表する重機メーカー・ジオニック社と広範囲にわたる技術提携に合意し、新プロジェクトを始動させるため、新たな会社を設立するに至った」と公式ページで述べられており、特設サイトにはファーストガンダムの画像と共に15話にのぼる「バックストーリー」も載せられた。シャアを演じた池田秀一は「ビックリです!」と述べ、アムロ役を演じた古谷徹は「（シャア専用なのにトヨタマークではまずい為）新会社として『ジオニックトヨタ』を設立してもらおうと、提案したら…まさかね」とその実現を驚いている。なお、いささか冗談気味ながら、アムロ専用車についても古谷は言及している。なお、実際の塗装はシャア専用ザクの色で行うと違和感が出るため、映画「機動戦士ガンダム逆襲のシャア」に登場するモビルスーツ「サザビー」に近づけられた事が報じられている。（具体的な車種に関する詳細は、トヨタ・オーリス#2代目 E18#H/18#W型（2012年 - 2018年）の項目参照）。

### 郵便切手
2000年（平成12年）10月23日に郵政省（のちの日本郵便）は特殊切手「20世紀デザイン切手シリーズ」の第15集として50円切手2枚、80円切手8枚からなる切手シートを発行した。70年代のヒット曲やテレビドラマなど大衆文化を意匠にしたものだがそのうちの2枚は「機動戦士ガンダム」を意匠としたもので「昭和54年に描かれたガンダムの原画のアレンジ（大河原邦男・画）「昭和54年に描かれた主人公」のアレンジ（安彦良和・画）である。シート余白部分には機動戦士ガンダムの主要人物のイラストレーション（資料提供:サンライズ）が採用されている。
2005年（平成17年）8月1日に日本郵政公社（のちの日本郵便）は特殊切手「アニメ・ヒーロー・ヒロインシリーズ」の第2集として「機動戦士ガンダム」シリーズを意匠とした80円切手6枚、50円切手4枚の切手シートを発行した。2枚1組の意匠とするものを5組からなっており、上の2段が「アムロ・レイ」と「ガンダム」、「シャア専用ザク」と「シャア・アズナブル」を意匠としたものである。またシート余白は『機動戦士ガンダム』劇場版のポスターイラスト（安彦良和・画）である。。

### 落語
2016年2月28日に落語家の立川志らくが、創作落語『頑駄夢落語 らすとしゅーてぃんぐ』をサンライズ公認作品として発表した。また同日ベルサール秋葉原で行われたガンダム関連イベント内で、立川志らくと立川しららによるお披露目高座が行われた。この作品は、古典落語『大工調べ』、『三方一両損』などをベースとした新作落語で、アムロ・レイをモデルとした「大工のアムロウ」、シャア・アズナブルをモデルとした「赤い半纏のシャア」などが登場する。公式の漢字表記は「頑駄夢落語」であり、SDガンダムにおける「武者頑駄無」などとは表記が異なる。

### クローバー製玩具
- ガンダム合体セット
- ガンダムDX合体セット
  - 合体機構を外したガンダムDX
- ガンダム（スタンダード版）
  - ガンタンク（スタンダード版）
- コアファイター
- DXホワイトベース
- バリエーションガンダム
  - バリエーションガンキャノン
  - バリエーションガンタンク
- ガンダムコンビネーションジュニア（ガンダム、ガンキャノン、ガンタンク、コアファイターのセット）
- ABSガンダム
- ゼンマイ動力のガンダム